# Aria fulvicrus
Aria fulvicrus är en tvåvingeart som beskrevs av Robineau-desvoidy 1830. Aria fulvicrus ingår i släktet Aria och familjen parasitflugor.
Artens utbredningsområde är Frankrike. Inga underarter finns listade.